# Museo civico di Castelfranco Veneto
Il Museo civico è il principale museo di Castelfranco Veneto.

## Storia
Dopo il plebiscito di annessione al Regno d'Italia, che nelle Province Venete si tenne il 21 ottobre 1866, molti privati conservarono nelle loro abitazioni documentazione e oggettistica varia sulla guerra per l'Indipendenza.
Nel 1884 il Comune di Padova chiese a quello di Castelfranco, di poter presentare all'Esposizione Nazionale di Torino assieme ai propri anche i cimeli risorgimentali custoditi nel territorio. La richiesta fu accolta favorevolmente, ma quando, terminata l'esposizione, Padova chiese che i cimeli fossero ceduti alla sezione risorgimentale del proprio Museo, venne opposto un netto rifiuto. Questo primo nucleo museale fu invece esposto, probabilmente su proposta del notaio Francesco Marta, direttore della Cassa di Risparmio locale e in seguito sindaco della città, nel Palazzo Comunale: la data di fondazione del Museo civico di Castelfranco può dunque esser fatta risalire al ritorno da Torino dei cimeli risorgimentali e all'esposizione di questi assieme ai dipinti in possesso del Comune.
Marta, primo conservatore del museo, ed altre personalità particolarmente sensibili, come Giovanni Bordigioni che gli succederà nel 1911, curarono ed ampliarono il nucleo originario attraverso acquisti da privati o dal mercato antiquario ma anche grazie a lasciti e donazioni. Generoso donatore fu in particolare Luigi Tescari, appassionato collezionista, che poteva vantare nella seconda metà del XIX secolo una raccolta di oltre 370 opere (Mantegna, Carpaccio, Giorgione, Tiepolo e altri). Importanti acquisizioni seguirono inoltre alla vendita dei beni di proprietà del clero imposta dalle cosiddette "leggi eversive dell'asse ecclesiastico".
La data ufficiale di fondazione è invece di qualche anno più tarda (1889).
In data incerta le collezioni civiche furono trasferite in alcune sale dell'ex-convento dei Padri Serviti, all'epoca sede di un collegio e nel convento di San Giacomo.
Accanto a opere, documenti e cimeli attinenti alla figura del Giorgione, il Museo raccolse reperti provenienti da scavi archeologici urbani e dei dintorni, fotografie, manufatti in metallo, in pietra, in vetro, in legno e tessili, documenti politici e di storia patria. Le demolizioni di edifici cittadini arricchirono il Museo di capitelli, lapidi ed epigrafi.
Nel 1913, alla morte del Bordigioni, la cura del Museo passò in capo ad Elia Favero. Mentre i primi due curatori si dedicarono particolarmente alla raccolta e sistemazione dei materiali, fu Favero a curare un primo sistematico riordino delle collezioni: procedette infatti alla catalogazione e al recupero materiale di opere d'arte negli anni disperse tra diverse sedi. Le donazioni inoltre, spesso sollecitate dal curatore, divennero sempre più finalizzate ad un programma museale preciso.
Agli anni di Favero risale anche l'asportazione della Pala del Giorgione a Venezia per restauri; secondo l'intenzione del ministero, fortemente criticata dalla popolazione locale, l'opera sarebbe dovuta quindi essere traslata a Roma. Nonostante lo scoppio della guerra e la promessa che "...sarà restituita non appena saranno cessate le attuali condizioni [l'evento bellico] che ne hanno consigliato il temporaneo allontanamento", le autorità cittadine decisero di affidare la relativa corrispondenza con Roma al conservatore del Museo "...affinché sia informato in modo completo di quanto riguarda tale asportazione e voglia conservarle per memoria ed eventuale rivendicazione al momento opportuno".
Con lo scoppio della prima guerra mondiale le stanze riservate al Museo furono svuotate e allestite ad ospedale militare. Le opere vennero in parte trasferite a Guastalla, dove avevano trovato sede anche gli uffici municipali, in parte messe al sicuro dallo stesso conservatore. I manufatti di minor pregio rimasero invece in un locale al pianterreno dell'antico convento.
L'evento bellico causò la perdita o comunque la dispersione soprattutto di materiali bibliografici, manoscritti e oggettistica. Non più utilizzabili erano poi i locali dell'ex-convento dei Serviti, occupati dalle aule della R. Scuola Tecnica. Favero, opponendosi all'intenzione del nuovo sindaco Ubaldo Serena di adibire a Museo alcuni spazi dell'ex-caserma San Marco, rilevante sarebbe stata la somma necessaria per i lavori di adattamento dei locali, propose di affittare alcuni locali di casa Pellizzari.
Questa soluzione non poteva che essere provvisoria, quasi sconosciuta era infatti la nuova ubicazione del Museo e la deferenza verso la famiglia che ospitava le collezioni dissuadeva chi ne era al corrente di visitarle.
Grazie anche all'appoggio di Armando Michieli, insegnante presso la Scuola Tecnica e Assessore comunale alla Pubblica Istruzione, nel 1925 il Museo ritrovò sede assieme alla Biblioteca in alcuni vani al pianterreno del convento servita, già in affitto alla Società Elettrica Trevigiana, che allo scadere del contratto li lasciò liberi.
Il conservatore scelse i materiali e la collocazione nelle stanze per l'occasione restaurate, fu invece il Michieli a suggerire la collocazione delle lapidi e dei marmi nel chiostro. Lo statuto ed il regolamento del Museo e della Biblioteca furono approvati il 9 ottobre 1926, la cerimonia di inaugurazione si tenne invece domenica 7 novembre.
Dalla riapertura nel 1926, e per tutta la prima metà degli anni Trenta, la quasi totalità delle collezioni del Museo, in quegli anni tra l'altro arricchitesi dei cimeli della Grande Guerra, fu allestita in modo adeguato. Instancabile si dimostrò il curatore nel richiedere depositi e donazioni di opere, in possesso di enti ecclesiastici o di altri musei, che in qualche modo riguardassero Castelfranco: nel 1933 ottenne tra l'altro La mosca cieca di Noè Bordignon, a due anni dopo risale l'acquisto di quasi un centinaio di disegni dello stesso pittore.
Nel 1935, i dissapori con le autorità locali (in particolare con i podestà Gambetta e Carisi) costrinsero Favero a rendere le dimissioni: nonostante i tentativi dei suoi successori (don Bernardo Cavasin, sacerdote mansionario del Duomo, il maestro di musica China e Giovanni Zonta) il Museo non tardò a declinare velocemente. Lo scoppio della seconda guerra mondiale comportò la definitiva chiusura del Museo. Parte delle collezioni trovarono riparo a Villarazzo e nei magazzini del Municipio; le perdite furono comunque consistenti (due dei quattro paesaggi fiamminghi ricordati dal Favero, il dipinto attribuito ad Antonio Badile, incisioni di Rembrandt e altre opere ancora).
Al termine del conflitto i vecchi locali nel convento dei Serviti furono in parte adibiti ad abitazione privata del direttore della Scuola di Avviamento professionale. Il Comune decise dunque nel 1942 l'acquisto del palazzo del vecchio Monte di Pietà presso il Duomo. Nonostante tale soluzione avesse ottenuto anche l'approvazione del Ministero della Pubblica Istruzione, i locali furono dapprima riservati ai senza tetto, e ad uso di istituzioni scolastiche. Divennero quindi magazzini e depositi comunali. Numerose furono le sollecitazioni e i progetti avanzati ma non si riuscì ad ottenere risultato alcuno.
Le opere furono in parte utilizzate per decorare le sale del Comune, della Pretura, della Biblioteca Comunale e di altri luoghi pubblici, in parte affastellate in diversi magazzini.
Il museo rimane tuttora chiuso al pubblico. Parte degli oggetti sono visibili nella Casa Giorgione e nelle mostre temporanee che negli anni si sono susseguite.